# Contro Demostene (Iperide)
Contro Demostene, conosciuta anche nella forma estesa Contro Demostene per il denaro di Arpalo, è un'orazione di Iperide pronunciata ad Atene davanti all'eliea di 1500 eliasti presieduta dai Tesmoteti all'inizio del 323 a.C.
Pur essendo l'orazione molto frammentaria, la vicenda, molto intricata, è ben nota, grazie anche all'orazione di Dinarco pronunciata nello stesso processo: quando, nel luglio del 324 a.C., Arpalo giunse come supplice ad Atene, Demostene propose di non consegnarlo ai messi di Filosseno di prenderlo in custodia e di portare i 700 talenti sull'acropoli (nell'Eretteo, dove si conservava il tesoro dello Stato ateniese); il giorno dopo però i 350 dei 700 talenti erano scomparsi, ma Demostene non denunciò l'ammanco e lasciò che Arpalo fuggisse. Quando il popolo venne a sapere tutto ciò insorse contro Demostene, che chiese un'apophasis dell'Areopago e, in caso di colpevolezza, promise che avrebbe accettato la pena di morte; dopo sei mesi di indagini, l'Areopago dichiarò colpevoli tutti gli accusati, che vennero processati davanti all'eliea. L'orazione fu pronunciata in questa occasione.

## Scoperta del papiro
La versione frammentaria oggi conosciuta dell'orazione contro Demostene fu scoperta in un papiro ritrovato dagli Arabi in un sarcofago di legno a Sheikh Abd El-Qurna, in Egitto: la prima parte del papiro fu venduta ad un italiano di nome Castellari, che nel 1847 a Tebe la rivendette all'inglese Anthony Charles Harris; la seconda parte fu acquistata nello stesso anno da Joseph Arden. Questo rotolo probabilmente risale alla seconda metà del I secolo d.C. ed è oggi conservato al British Museum (P. Lond. Lit. 132, inv. 108 e 115); contiene pochi errori ed è vergato con una scrittura elegante e chiara.
Lo stesso Harris si affrettò a pubblicare, nell'agosto del 1848, la parte del papiro in suo possesso, contenente l'orazione contro Demostene e l'inizio dell'orazione per Licofrone, ma si limitò a fornirne una riproduzione litografica, senza trascrizione del testo né ricostruzione dell'ordine dei frammenti; questa editio princeps fu seguita da quelle di Hermann Sauppe e August Boeckh in Germania (1848), Samuel Sharpe (1849) e Churchill Babington (1850) in Inghilterra.
Questa orazione, che presenta numerose interpolazioni, risulta molto frammentaria (è la peggio conservata delle sei orazioni superstiti di Iperide) e spesso la collocazione dei frammenti è dubbia.

## Il processo
Al processo contro Demostene parlarono dieci oratori eletti dal popolo; il primo a parlare fu il capo di questi dieci, Stratocle, che pronunciò un'orazione scritta da Dinarco, poi probabilmente venne Iperide, poi gli altri; tra questi c'erano Pitea, Menesecmo, Imereo e Patrocle o Procle.
L'esito del processo è controverso, anche se è certo che Demostene sia stato dichiarato colpevole: Plutarco parla di una multa di 50 talenti, ma la veridicità di questa affermazione è tuttora oggetto di dibattito.

## Contenuto
Iperide comincia l'orazione ricordando che Demostene, accusato di aver ricevuto da Arpalo 20 talenti, s'è rimesso con un decreto (nel quale dichiarava che, se l'avessero ritenuto colpevole, avrebbe accettato la pena di morte) al giudizio espresso nell'apophasis condotta dall'Areopago.
Dopo una lacuna, Iperide prende in giro Demostene, che chiedeva alla boulé come aveva ricevuto il denaro, chi glielo aveva dato e dove, affermando che avrebbe finito per chiedere anche l'uso che ne aveva fatto, come se pretendesse di ricevere un rendiconto bancario.
Dopo un'altra lacuna continua l'esposizione della vicenda: l'Areopago svolse bene l'indagine, nonostante le pressioni esercitate dal popolo, ma giustamente rimise la scelta della pena per gli imputati al processo in cui venne pronunciata questa orazione, indicando per ciascuno soltanto la somma che aveva ricevuto. Se i giudici non accettassero le conclusioni dell'apophasis, assolverebbero oltre a Demostene anche tutti gli altri imputati.
Iperide parla quindi dello scopo del suo discorso: dato che l'apophasis è un indizio sufficiente per dimostrare la colpevolezza di Demostene, lui tenterà di chiarire i motivi per cui Demostene ha compiuto questo crimine. Quando Arpalo giunse nell'Attica (probabilmente nel luglio del 324 a.C.) e Filosseno mandò dei messi a chiederne l'estradizione, Demostene si oppose alla sua consegna (in quanto supplice e cittadino ateniese onorario) e propose di prendere in custodia Arpalo (forse a piede libero, forse in prigione) e di trasportare il suo denaro il giorno dopo sull'acropoli; nel frattempo chiese ad Arpalo a quanto ammontasse il suo tesoro, secondo Iperide allo scopo di informarsi riguardo alla somma che avrebbe potuto pretendere, e Arpalo rispose che si trattava di 700 talenti. Dopo una lacuna di dodici righe, Iperide affermava che il giorno dopo il tesoro di Arpalo comprendeva solo 350 talenti, eppure Demostene s'era astenuto dal denunciare l'ammanco; l'undicesima colonna, secondo le ricostruzioni, conteneva una riflessione sul fatto che non era credibile che Demostene non avesse ricevuto nulla mentre altri oratori erano stati lautamente pagati. Iperide poi constata che Demostene non si curò né di migliorare la rilassata sorveglianza ad Arpalo né di far processare coloro che erano colpevoli di questa negligenza. Inoltre Demostene, dando prova secondo Iperide del suo disprezzo per il popolo e le leggi, inizialmente aveva l'impudenza di ammettere che aveva preso del denaro da Arpalo, ma per destinarlo al teorico; e anche i suoi amici andavano in giro a diffondere questa sua affermazione. All'accusa che Demostene rivolge all'Areopago, di volersi sbarazzare di lui per conto di Alessandro, Iperide risponde che nessuno cercherebbe di togliere di mezzo un uomo facilmente corruttibile.
Iperide ritorna poi sulla venalità di Demostene, affermando che Filippo è riuscito a conquistare la Grecia conquistando colla forza le città piccole e corrompendo i cittadini più influenti in quelle grandi. Dopo una lacuna che riguarda cinque righe della quindicesima colonna e tutta la sedicesima, l'accusa a Demostene si sposta sulle sue azioni politiche, che secondo un antimacedone intransigente come Iperide furono sempre improntate al filomacedonismo. Demostene, infatti, non aveva aiutato né i Tebani (ribellatisi nel 335 a.C., Alessandro li aveva puniti radendo al suolo Tebe) né gli altri (cioè gli Spartani, sconfitti nel 331 a.C. nella battaglia di Megalopoli), pur avendo ricevuto del denaro dai Persiani che gli chiedevano di appoggiare queste insurrezioni, e aveva usato questi soldi per fare prestiti a forte interesse (normalmente il 20%, ma a volte anche il 30%) e per comprare una casa al Pireo. Inoltre, facendo arrestare Arpalo, Demostene ha lasciato cadere una buona occasione per ribellarsi ad Alessandro, visto che avrebbe potuto ottenere l'appoggio sia delle città greche sia di molti dei satrapi di Alessandro.
Dopo una lacuna che riguarda sei righe della diciannovesima colonna e undici della ventesima, Iperide nomina due amici di Demostene, Aristione di Samo e Callia di Calcide, fatti cittadini ateniesi onorari su sua proposta e da lui mandati presso importanti membri della famiglia reale macedone (Aristione probabilmente presso Alessandro, Callia presso la regina madre Olimpiade d'Epiro) e afferma che Demostene è incapace di restar fermo nelle sue idee, quindi non c'è da meravigliarsi che abbia amici provenienti dall'Euripo (frase ricavata e riadattata da un'orazione di Eschine). Iperide poi previene Demostene dal rinfacciargli la loro vecchia amicizia, dato che è stato lui ad averla infranta quando s'è lasciato corrompere e ha cambiato politica: all'età di 60 anni passati Demostene, invece di educare gli oratori più giovani, s'è fatto trascinare in tribunale da dei ragazzi (allusione in particolare a Pitea, che aveva circa 32 anni). Secondo una ricostruzione, nelle quattro righe mancanti della ventiduesima e nella ventitreesima Iperide affermava che, visto che in passato gli Ateniesi non si erano astenuti dal condannare per corruzione anche cittadini altamente benemeriti, dovevano agire così anche nel caso di Demostene, data l'aggravante dalla sua importante posizione politica.
Iperide spiega quindi che è molto più grave la corruzione degli oratori e degli strateghi rispetto a quella dei privati, dato che i primi, a differenza dei secondi, vengono pagati per svolgere una certa azione politica; la legge infatti impone una multa semplice per coloro che commettono irregolarità, mentre per la corruzione stabilisce una sanzione decupla o, in alternativa, la pena capitale. Gli oratori e gli strateghi godevano di importanti benefici, ma a patto che agissero nell'interesse del popolo e non a suo danno: Demostene e Demade, infatti, secondo Iperide hanno ricavato ben sessanta talenti a testa grazie a decreti e prossenie, ma ad essi hanno aggiunto anche le somme ricevute dal re di Persia e da Alessandro. Inoltre Iperide afferma che, poiché i privati vengono condannati a morte o esiliati per il più piccolo errore, gli imputati di questo processo non devono assolutamente restare impuniti. Dopo una lacuna che riguarda cinque righe della ventisettesima colonna e sette righe della ventottesima, Iperide rammenta che, anche dopo la sconfitta di Cheronea, il popolo aveva invece mostrato indulgenza per gli oratori che lo avevano spinto a combattere i Macedoni: li aveva mantenuti al potere, aveva nominato all'amministrazione delle finanze uno di loro, Licurgo, e li aveva sempre assolti nei processi loro intentati (Demostene aveva subito vari processi e lo stesso Iperide era stato accusato di illegalità da Aristogitone). Iperide aggiunge che il popolo, pur potendo condannare direttamente a morte Demostene in virtù del suo stesso decreto, aveva dimostrato ancora una volta la sua benevolenza concedendogli un regolare processo.
Iperide accusa quindi Demostene di ingratitudine nei confronti del popolo, dato che l'ha ingannato invece di servirlo nel migliore dei modi, pensando solo al suo interesse: così quando l'Areopago affermava di aver pronta l'apophasis Demostene incitava la città alla guerra contro i Macedoni, mentre quando l'Areopago la rimandava Demostene non si opponeva agli onori divini che Alessandro chiedeva per sé. Dopo una lacuna che riguarda dieci righe della trentunesima colonna e le due intere colonne successive a parte qualche parola, Iperide ricorda che Demostene e gli altri imputati, quando era stata offerta loro l'impunità in cambio della restituzione dell'oro, avevano preferito affrontare il processo piuttosto che riconsegnare l'oro.
Nelle quattro righe della trentaquattresima colonna e nelle diciannove righe della trentacinquesima probabilmente Iperide affermava che Demostene non appoggiava un'eventuale guerra contro Alessandro per favorire i guadagni disonesti di alcuni suoi amici.
Dopo una lacuna che riguarda le colonne ventisei e ventisette (a parte una frase) si trova la perorazione finale: il popolo ha designato Iperide e altri nove accusatori per accusare gli oratori corrotti in tribunale, ha designato l'Areopago per svolgere le indagini su questi oratori e ha designato i giudici presenti per punire i colpevoli. Dopo una lacuna di undici righe della trentottesima colonna, Iperide ricorda ai giudici che se non voteranno secondo le leggi e la giustizia tale macchia resterà per sempre legata a loro. Dopo una lacuna di quattro righe della trentanovesima colonna, Iperide esorta i giudici a punire i colpevoli pensando alla salvezza della città, ai piaceri che si godono vivendovici e alle tombe degli antenati, senza lasciarsi convincere né dalle loro parole né dalle loro lacrime. Una lacuna ha mutilato la fine dell'orazione.

## Stile
Secondo Mario Marzi, curatore della prima edizione integrale italiana delle orazioni di Iperide, l'orazione, essendo davvero molto frammentaria, non è facile da giudicare dal punto di vista artistico; nei frammenti rimasti la narrazione "è condotta con singolarissima abilità" e usa una lingua "chiara, semplice, pittoresca"; lo stile "è in genere serio e composto, ma a tratti si anima in apostrofi sarcastiche e in aspre rampogne, o al contrario si vena di commossa tristezza dinanzi allo spettacolo di un uomo politico già illustre che ha barattato la sua dignità per un pugno d'oro e, più che sessantenne, si è lasciato trascinare in giudizio da ragazzi sotto un'accusa infamante".

## Edizioni italiane
- Oratori attici minori, I: Iperide, Eschine, Licurgo, a cura di Mario Marzi, Pietro Leone, Enrica Malcovati, Torino, UTET, 1977.